# Isabel Margarida André
Isabel Margarida André   (Lisboa, 30 de juliol de 1956 - 3 d'abril de 2017) és una geògrafa portuguesa. Va ser una pionera de la geografia de gènere (un corrent de geografia que integra la noció de gènere i una diversitat d'enfocaments per pensar l'espai) a Portugal.

## Biografia
Isabel Margarida André és l'única filla d'António Dias André, treballador de la Companyia Nacional de Navegació Portuguesa i d'Ana Margarida Duarte de Almeida André, treballadora a Empreses Metal·lúrgiques.
Va créixer a Queluz, a la regió de Lisboa, Portugal.
Isabel André va treballar a l'Institut de Geografia i Ordenació del Territori de la Universitat de Lisboa, Portugal.

## Obres
La seva tesi, defensada l'any 1994, es titula O falso neutro em Geografia Humana: género e relação patriarcal no emprego e no trabalho doméstico ("El neutre fals en geografia humana : relació de gànere i patriarcal en el treball i treball domestic").
Isabel André és una pionera de la geografia de gènere a Portugal. Va treballar primer els vincles familiars i la relació entre homes i dones.
Isabel Margarida André també treballa en el camp de la geografia urbana.

## Reconeixement
En el seu honor es concedeix un premi Isabel André per premiar tesis doctorals en els àmbits de la geografia i l'ordenació territorial que desenvolupin una reflexió sobre gènere.

## Principals publicacions

### Llibres
- Isabel Margarida André, « Les syndicats et les femmes au Portugal après le 25 avril », dans La place des femmes, La Découverte, 6 septembre 1995 (ISBN 978-2-7071-2489-0, DOI 10.3917/dec.ephes.1995.01.0486, lire en ligne), p. 486–489
- Balbo, Marcello. «Lisboa: Tensiones entre la ciudad y la metrópol». A: Europa la ciudad central en el sistema urbano, 2012. ISBN 978-9978-370-28-5. OCLC 1007376990.
- Klein, Juan-Luis. «The rythm of arts in the socially creative city». A: Pour une nouvelle mondialisation : le défi d'innover. Presses de l'Université du Québec, 2013. ISBN 2-7605-3623-8. OCLC 837528011.
- Frank, Moulaert. «Social Innovation through the Arts in Rural Areas: The Case of Montemor-o-Novo». A: The international handbook on social innovation collective action, social learning and transdisciplinary research (en anglès). MTM, 2015. OCLC 942541964.
- Frank, Moulaert. «Gender and Social Innovation: The Role of EU Policies». A: The international handbook on social innovation collective action, social learning and transdisciplinary research (en anglès). MTM, 2015. OCLC 942541964.
- André, Isabel Margarida de Almeida. O falso neutro em Geografia Humana: género e relação patriarcal no emprego e no trabalho doméstico (en portuguès). Universidade de Lisboa, Centro de Estudos Geográficos, 2019. ISBN 978-972-636-273-9.

### Articles
- André, Isabel; Carmo, André «Régions et villes socialement créatives. Étude appliquée à la Péninsule Ibérique» (en francès). Innovations, 33, 3, 2010, pàg. 65. DOI: 10.3917/inno.033.0065. ISSN: 1267-4982 [Consulta: 4 març 2022].
- André, Isabel; Carmo, André; Abreu, Alexandre; Estevens, Ana «Learning for and from the city : the role of education in urban social cohesion» (en anglès). Belgeo. Revue belge de géographie, 4, 31-12-2012. DOI: 10.4000/belgeo.8587. ISSN: 1377-2368 [Consulta: 4 març 2022].